# Birth (喜多村英梨の曲)
「Birth」（バース）は、喜多村英梨の楽曲。山口朗彦により制作された。喜多村の6枚目のシングルとして2013年8月7日にスターチャイルドから発売された。

## 概要
喜多村のシングルとしては前作「Miracle Gliders」から約7か月ぶりのリリースとなる。表題曲がアニメ主題歌に起用されるのは「Happy Girl」以来3作ぶり。
本曲は、テレビアニメ『神さまのいない日曜日』のオープニングテーマに起用されたエレガントな曲。同アニメが退廃的な中世ヨーロッパを舞台としているためイントロにレクイエムを思わせるコーラスが取り入れられているが、喜多村自身は今作でメインキャラクターを担当していないためディー・エンジー・ストラトミットスの心情ではなく主人公が成長する環境をイメージして歌ったという。他方レコーディングでは自身を額縁に準えた上で素の状態で臨んでいる。
シングルは初回限定盤（KICM-91460）と通常盤（KICM-1460）の2種リリースで、初回限定盤には本曲のPVを収録したDVDが同梱されている。
シングルの2曲目「Lifetime Trader」は、表題曲同様『神ない』をイメージした曲だが、表題曲と違い歌詞は英語詞がふんだんに使われたダーティな曲に仕上がっている。なおレコーディングでは言語を敢えて不明瞭にして歌っている。

## 収録曲
| #         | タイトル                             | 作詞      | 作曲      | 編曲                                       | 時間  |
| --------- | ------------------------------------ | --------- | --------- | ------------------------------------------ | ----- |
| 1.        | 「Birth」                            | 山口朗彦  | 山口朗彦  | 河合英嗣、菊谷知樹（ストリングスアレンジ） | 3:59  |
| 2.        | 「Lifetime Trader」                  | 河合英嗣  | 山崎寛子  | 河合英嗣                                   | 3:48  |
| 3.        | 「Birth -off Vocal Ver.-」           |           |           |                                            |       |
| 4.        | 「Lifetime Trader -off Vocal Ver.-」 |           |           |                                            |       |
| 合計時間: | 合計時間:                            | 合計時間: | 合計時間: | 合計時間:                                  | 15:32 |

| #  | タイトル               | 作詞 | 作曲・編曲 |
| -- | ---------------------- | ---- | ---------- |
| 1. | 「Birth [Music Clip]」 |      |            |
| 2. | 「TV SPOT」            |      |            |

## チャート
| チャート（2013年）                | 最高位 |
| --------------------------------- | ------ |
| オリコン                          | 20     |
| Billboard JAPAN HOT 100           | 32     |
| Billboard JAPAN Hot Singles Sales | 21     |
| Billboard JAPAN Hot Animation     | 9      |
| CDTV                              | 20     |